# Giuseppe Cambini
Giuseppe Maria Gioacchino Cambini (* 13. Februar 1746 ? in Livorno; † 1818 oder 29. Dezember 1825?) war ein italienischer Komponist und Violinist, der Ende des 18. Jahrhunderts sehr erfolgreich in Paris wirkte. Dennoch ist seine Vita – einschließlich der Lebensdaten – nur bruchstückhaft bekannt, was der Legendenbildung Vorschub leistete. Die Geschichtsschreibung muss sich teilweise auf die Biographie universelle des musiciens von François-Joseph Fétis stützen, der selbst auf unsicheren Quellen aufsetzte und beispielsweise Cambinis Vornamen fälschlich mit „Giovanni Giuseppe“ (Jean-Joseph) angibt.

## Leben
Über Cambinis musikalische Ausbildung ist wenig bekannt. Offenbar studierte er Violine bei Filippo Manfredi. Im Vorwort einer seiner Kompositionen gibt er selbst an, dass er in einem Streichquartett gemeinsam mit den damaligen Berühmtheiten Nardini, Manfredi und Boccherini gespielt habe (dies könnte 1765 in Mailand stattgefunden haben). Eine Anekdote besagt, dass Cambini um 1767 nach dem Misserfolg einer seiner Opern gemeinsam mit seiner Verlobten Neapel auf einem Schiff verließ, das von Piraten gekapert wurde. Ein reicher Venezianer habe ihn daraufhin in Spanien von der Sklaverei freigekauft.
Um 1770 übersiedelte Cambini nach Paris (dort nachweisbar ab 1773), wo er vermutlich von Gossec in das Musikleben eingeführt wurde und seine Werke, besonders konzertante Sinfonien, bei Concert spirituel und bei anderen Konzertreihen mit großem Erfolg aufgeführt wurden. Als Komponist dieser musikalischen Gattung nahm er in Paris bald eine führende Rolle ein. Cambini wird bis heute (unbewiesen) mit dem Verdacht in Verbindung gebracht, die Uraufführung eines Werkes von Mozart, in dem er einen Konkurrenten gesehen haben könnte, verhindert zu haben. Als sich Mozart 1778 in Paris aufhielt, war die Uraufführung seiner neu komponierten Symphonie concertante KV 297B bei Concert spirituel vorgesehen, die allerdings wegen nicht rechtzeitig fertiggestellten Stimmenmaterials entfallen musste. Stattdessen wurde ein Werk Cambinis gespielt. Mozart äußerte sich in einem Brief an seinen Vater zwar positiv über dessen Musik, verdächtigte ihn aber zugleich, die Aufführung hintertrieben zu haben (die nachgenannten Personen waren drei der vorgesehenen Solisten):
… ich glaub aber, da ist der Cambini ein welscher maestro hier, ursache … er hat quartetti gemacht, wovon ich eins zu Mannheim gehört habe; die recht hüpsch sind; und die lobte ich ihm dan; und spiellte ihm den anfang; da war aber der Ritter, Ram und Punto, und ließen mir keinen fried, ich möchte fortfahren, und was ich nicht weis, selbst dazu machen. da machte ich es den also. und Cambini war ganz ausser sich; und konnte sich nicht enthalten zu sagen, questa è una gran Testa! Nu, das wird ihm halt nicht geschmeckt haben …
1774 wurde bei Concert spirituel Cambinis Oratorium Sacrifice d’Abraham ein Mal aufgeführt, einer Wiederaufnahme im Jahr 1779 folgten bei derselben Veranstaltungsreihe bis 1788 fünf Aufführungen. Angetan hatte es ihm der Stoff Samson von Voltaire, den er – obgleich bereits von Méreaux vertont – 1779 bei Concert spirituel präsentierte. Ein Misserfolg war das in den folgenden sieben Jahren zwölf Mal vorgetragene Werk gewiss nicht, doch fand es seine Kritiker, die an dem im italienischen Stil verfassten Stück bemängelten, dass die Instrumente zum Schaden der Stimmen glänzten, ein Kritikpunkt, der Cambini seit einiger Zeit begleitete.
Cambini machte sich in Paris auch als Opernkomponist einen Namen. Sein Ruhm ging so weit, dass zuweilen auch Musik anderer Komponisten unter seinem Namen erschien, beispielsweise eine Sinfonie von Joseph Martin Kraus.
Seit 1788 wirkte Cambini vermutlich als musikalischer Leiter des Théâtre des Beaujolais (bis zu dessen Schließung 1791) in Paris und leitete anschließend bis 1794 das Théâtre Louvois, das in diesem Jahr in Konkurs ging. Zu Hilfe kam ihm der Armeelieferant Armand Seguin, der ihn für einige Zeit bei einem Jahresgehalt von 4000 Francs beschäftigte.
Während der Französischen Revolution verlegte sich Cambini auf die Komposition patriotisch-revolutionärer Hymnen und Lieder, die ihm 1794 die Summe von 2000 livres einbrachten. Nachdem sich die politische Lage wieder etwas beruhigt hatte, komponierte Cambini weniger, was auch mit gesundheitlichen Problemen zusammenhing, und veröffentlichte stattdessen Essays über Musik, während die Popularität seiner Musik rasch abnahm. 1803 bis 1805 schrieb er für die Allgemeine Musikalische Zeitung, und 1810–1811 war er Mitarbeiter an Alexis de Garaudés Musikzeitung Les Tablettes de Polymnie. Die biographischen Angaben zu Cambini werden ab dieser Zeit jedoch sehr unsicher. Eine Annahme besagt, er habe bis zu seinem Tod in den 1820er Jahren in Paris gelebt und sei dort im Armenhaus Bicêtre am 29. Dezember 1825 verstorben (eventuell durch Selbstmord). Nach anderen Angaben übersiedelte er hingegen in die Niederlande und verstarb dort spätestens 1818.

## Werk
Neben mehreren Opern schrieb Cambini Oratorien, Motetten sowie mindestens 82 konzertante Sinfonien, von denen 51 erhalten sind. Unter seinen Kammermusikwerken finden sich insbesondere zahlreiche konzertante, zweisätzige Streichquartette, was manche Musikwissenschaftler dazu veranlasste, Cambini eine wichtige Rolle bei der Entwicklung des Streichquartetts in Frankreich zuzuweisen.
Eine nicht unmaßgebliche Rolle kommt Cambini auch zu bei der Entwicklung des klassischen Bläserquintetts in der Besetzung Flöte, Oboe, Klarinette, Horn und Fagott. Seine 1802 veröffentlichten Trois Quintetti Concertans entstanden mehrere Jahre vor den ersten Quintetten Anton Reichas, der oft als „Vater des Bläserquintetts“ apostrophiert wird (ein noch früherer Vorläufer dieser Besetzung ist lediglich von Antonio Rosetti erhalten, dessen um 1780 entstandenes Es-Dur-Quintett allerdings statt eines Horns die Taille, eine Art von Tenoroboe, bzw. ein Englischhorn verwendet).
Cambini verfasste außerdem mehrere Lehrwerke.